# Robert F. Engle
Robert F. Engle (Nueva York, 10 de noviembre de 1942) es un economista estadounidense.

## Biografía
Fue laureado con el Premio del Banco de Suecia en Ciencias Económicas en memoria de Alfred Nobel el año 2003, compartido con Clive W. J. Granger, "por sus métodos de análisis de series temporales económicas con volatilidad variable en el tiempo ARCH".
Los valores de los instrumentos financieros varían aleatoriamente en el tiempo en función del riesgo; el grado de variación se conoce como volatilidad. La volatilidad muestra períodos turbulentos, con cambios bruscos, seguidos por otros períodos de calma con apenas fluctuaciones. Engle propuso los modelos ARCH (modelos de heteroscedasticidad autorregresiva condicional) que ayudan a describir las propiedades de muchas series temporales y desarrolló métodos para hacer modelos de las variaciones de volatilidad a lo largo del tiempo. Estos modelos se han hecho indispensables para todos los interesados en el análisis de los mercados financieros.
Fue nombrado doctor honoris causa por la Universidad Pontifica Comillas en 2024.

## Obras principales
- Autoregressive Conditional Heteroskedasticity With Estimates of the Variance of U.K. Inflation Econometrica 50 (1982): 987-1008.
- Estimation of Time Varying Risk Premia in the Term Structure: the ARCH-M Model (con David Lilien y Russell Robins), Econometrica 55 (1987): 391-407.
- Co-integration and Error Correction: Representation, Estimation and Testing (con Clive W. J. Granger), Econometrica 55 (1987): 251-276.
- Semi-parametric estimates of the relation between weather and electricity demand (con C. Granger, J. Rice y A. Weiss), Journal of American Statistical Association 81 (1986): 310-320.
- Exogeneity (con David F. Hendry y Jean-Francois Richard), Econometrica 51 (1983): 277-304.
- Asset Pricing with a Factor ARCH Covariance Structure: Empirical Estimates for Treasury Bills (con V. Ng, y M. Rothschild) Journal of Econometrics 45 (1990): 213-237.
- Dynamic Conditional Correlation - A Simple Class of Multivariate GARCH Models Journal of Business and Economic Statistics (Julio de 2002)